# Luzenac de Moulis
Ne doit pas être confondu avec Luzenac ou Luzenac Ariège Pyrénées.
Luzenac de Moulis est un village français situé dans les  Pyrénées sur la commune de Moulis en Ariège.

## Géographie
A 7,6 km de Saint-Girons, Luzenac se trouve sur la RD618 au sud-ouest du bourg de Moulis, en direction d'Engomer, principalement entre cette route et le Lez.

## Histoire
Le tramway électrique de la ligne de Saint-Girons à Castillon et à Sentein a desservi le village de 1911 à 1937.

## Monuments

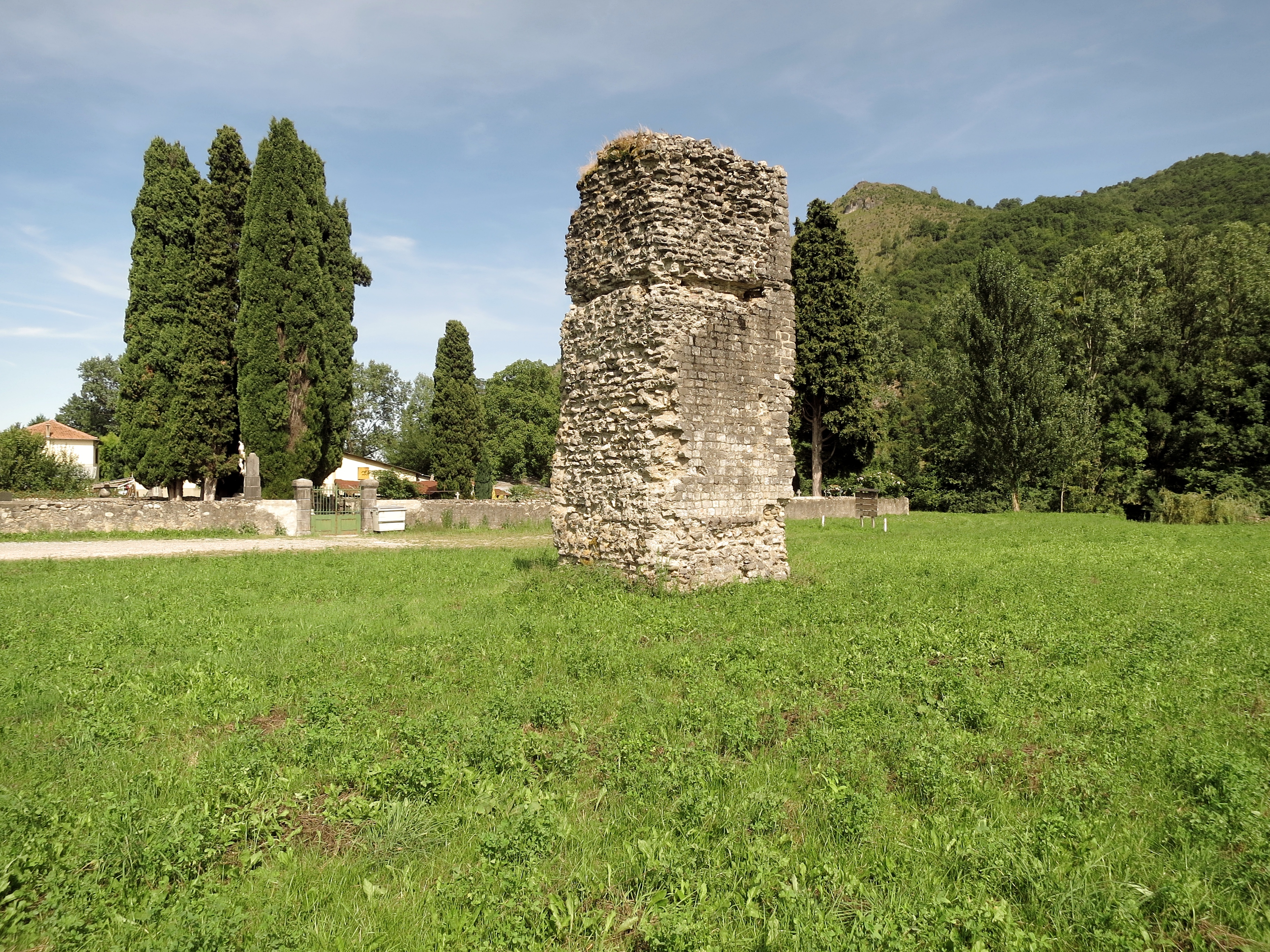
La pile romaine.

Le village compte deux monuments historiques classés :
- Église Notre-Dame de Luzenac, classée Monument historique en 1961[2].
- Pile romaine de Luzenac, classée Monument historique en 1905.

## Tourisme
Luzenac possède deux campings et des gîtes de tourisme.
Le sentier de grande randonnée 78 Voie du Piémont y passe.
En traversant le Lez au village, on peut rejoindre la D137 qui conduit vers le col de Portech (868 m) et le massif de Sourroque en desservant de nombreux hameaux pittoresques.